# Milton (Massachusetts)
Milton è un comune degli Stati Uniti d'America facente parte della contea di Norfolk nello stato del Massachusetts. La cittadina diede i natali al 41º Presidente degli Stati Uniti, George H. W. Bush.